# جرامبار (آراغاتسوتن)
مدينة جرامبار (بالإنجليزية: Jrambar)‏ هي إحدى المدن التابعة لمقاطعة آراغاتسوتن في أرمينيا. يقدر عدد سكانها بـ 169 نسمة حسب الإحصاء الذي جرى عام 2011.